# George Shoobridge Carr
George Shoobridge Carr (Teignmouth, 14 de maio de 1837 — 29 de agosto de 1914) foi um matemático britânico.
Escreveu o livro Synopsis of Pure Mathematics (1886). Este livro, publicado a primeira vez na Inglaterra em 1880, foi lido e estudado minuciosamente por Srinivasa Ramanujan quando adolescente.